# Kabát
Kabát est un groupe de hard rock tchèque, originaire de Teplice.

## Biographie
Le groupe Kabát est formé par le bassiste Milan Špalek à Teplice en 1983 avec ses amis d'école. Le chanteur Josef Vojtek, le guitariste Tomáš Krulich et le batteur Radek Hurčík rejoignent dans sa période thrash metal. En 1985, certains membres du groupe partent faire leur service militaire, et Kabat s'arrête pendant environ trois ans.  
En 1989 et 1990, le groupe enregistre sa première démo baptisée Orgazmus, qui ne se popularise que dans la scène underground sur cassettes audio. En 1991, Kabáti publie son premier album, Má jí motorovou, chez Monitor.

## Discographie

### Albums studio
- Má jí motorovou (1991)
- Děvky ty to znaj (1993)
- Colorado (1994)
- Země plná trpaslíků (1995)
- Čert na koze jel (1997)
- MegaHu (1999/EMI)
- Go satane go (2000)
- Dole v dole (2003)
- Corrida (2006)
- Banditi di Praga (2010)
- Do pekla/do nebe (2015)